# 橢斑平腹脂鯉
橢斑平腹脂鯉，為輻鰭魚綱脂鯉目脂鯉亞目脂鯉科的其中一個種。分布於南美洲委內瑞拉奧里諾科河下游流域，體長可達4.5公分，棲息在底中層水域，生活習性不明。